# Universiteit van Durham
De Universiteit van Durham (Engels: Durham University of University of Durham) is een universiteit in de Noord-Engelse stad Durham. Het is een van de oudste universiteiten van Engeland.
Durham wordt gezien als een van de beste universiteiten van het Verenigd Koninkrijk. Volgens The Times is het een van de meest vooraanstaande alternatieven voor Oxford en Cambridge. In 2005 won het de prestigieuze titel Sunday Times University of the Year. In twee verschillende ranglijsten staat Durham in 2010 in de top 100 beste universiteiten ter wereld. Durham is vooral sterk in ruimtewetenschappen (waaronder astronomie); volgens een ranglijst van Thomson Reuters staat het in dit vakgebied op de eerste plaats in Europa en op de vierde plaats wereldwijd.
De universiteit bestaat, net als Oxford en Cambridge, uit een aantal semionafhankelijke colleges. De universiteit telt 16 colleges. Durhams 25 academische afdelingen en scholen zijn ingedeeld in drie faculteiten (sociale en gezondheidswetenschappen, kunst- en geesteswetenschappen en exacte wetenschappen). De universiteit omvat ook vier bibliotheken, een botanische tuin en twee musea, het Oriental Museum en het Museum of Archaeology. Durham heeft ongeveer 15.000 studenten en 4.000 stafleden. Zo'n 20% van de studenten komt uit het buitenland.
Sinds 2005 gebruikt de universiteit de naam Durham University, hoewel de universiteit wel officieel University of Durham blijft heten.
Hoofd van de universiteit is de Chancellor, een ceremoniële functie. Sinds 2012 dient de operazanger Thomas Allen als Chancellor van Durham. Eerdere Chancellors waren onder meer Bill Bryson, Margot Fonteyn, Malcolm MacDonald en Peter Ustinov.

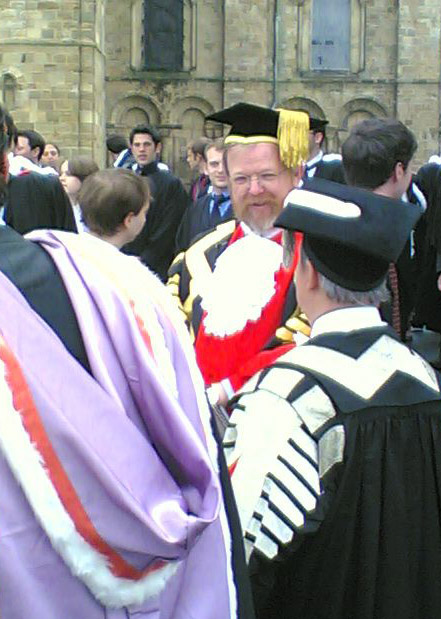
Toenmalig Chancellor Bill Bryson bij de diploma-uitreikingsceremonie in 2005

## Geschiedenis

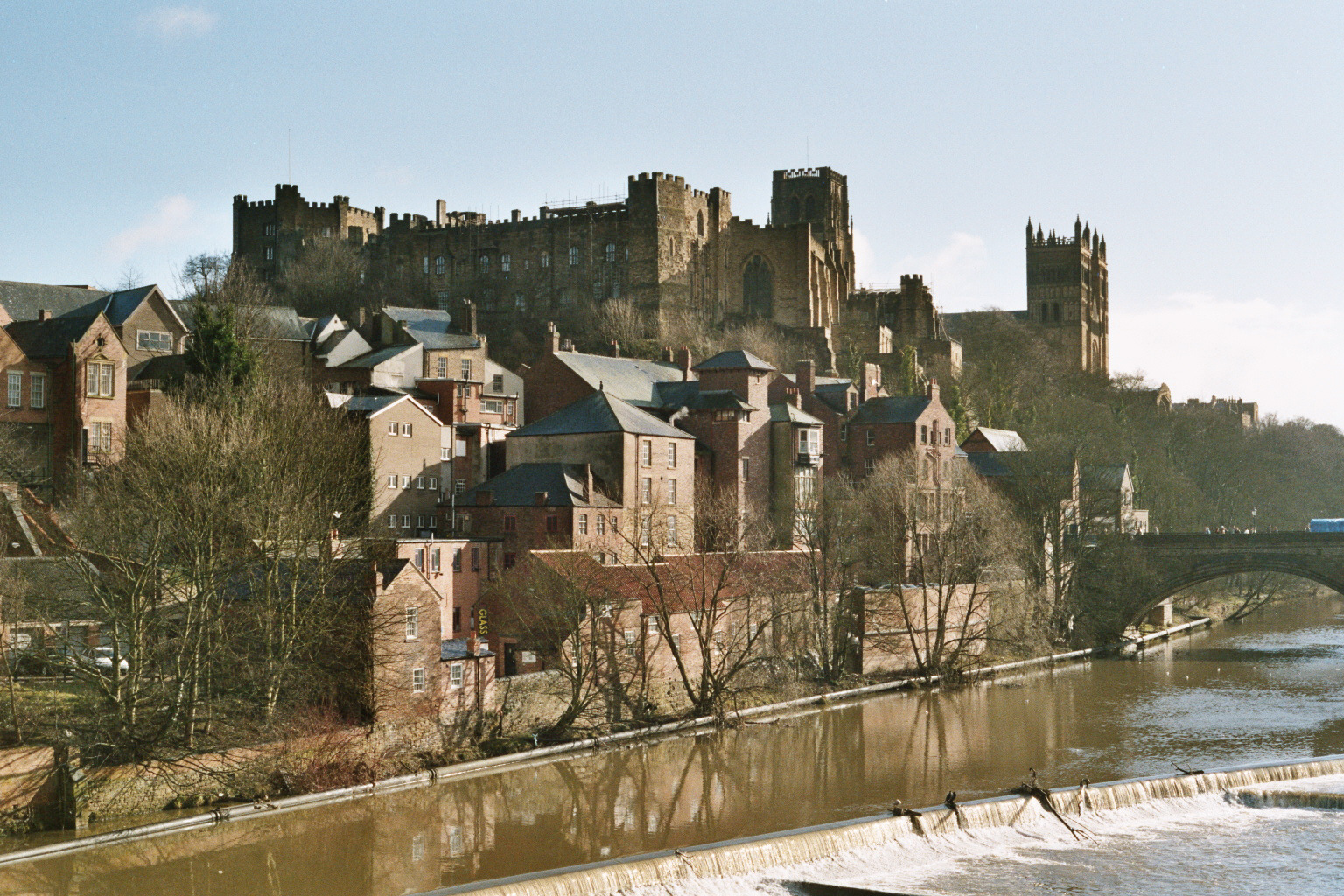
University College is nog steeds gevestigd in Durham Castle, dat daarmee het oudste universiteitsgebouw in het Verenigd Koninkrijk is

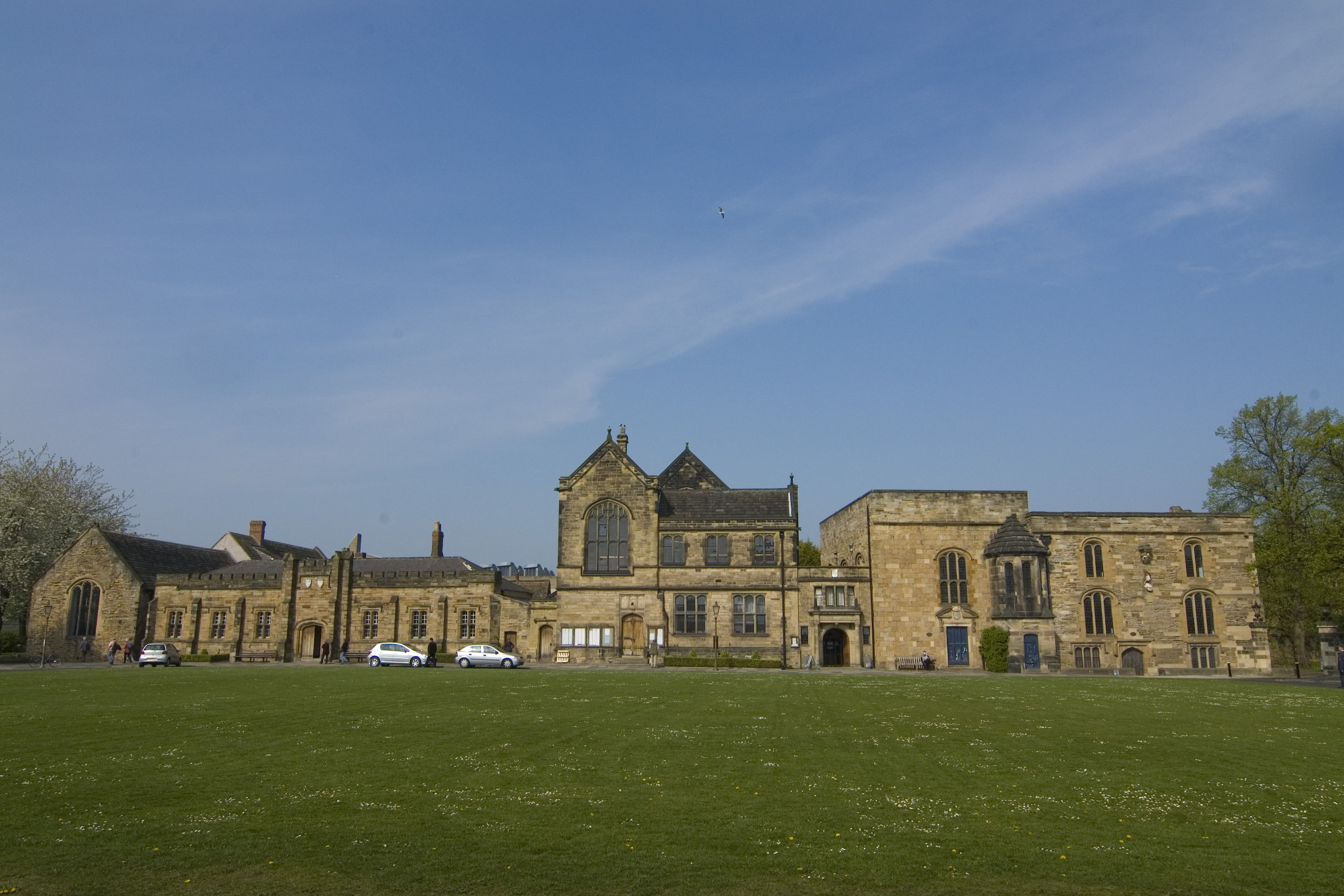
Palace Green Library, gevestigd in 1833 als eerste bibliotheek van de universiteit.

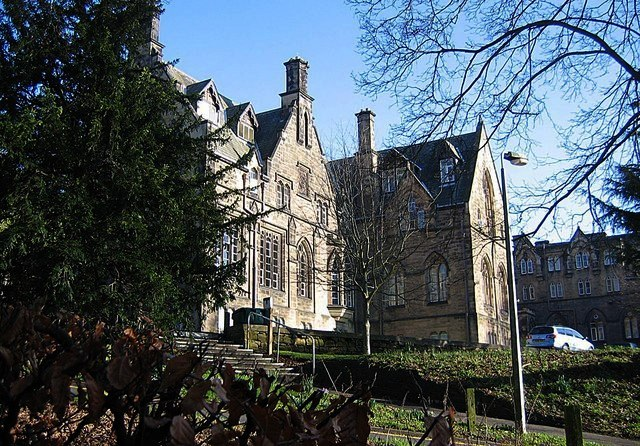
Het College of St Hild and St Bede

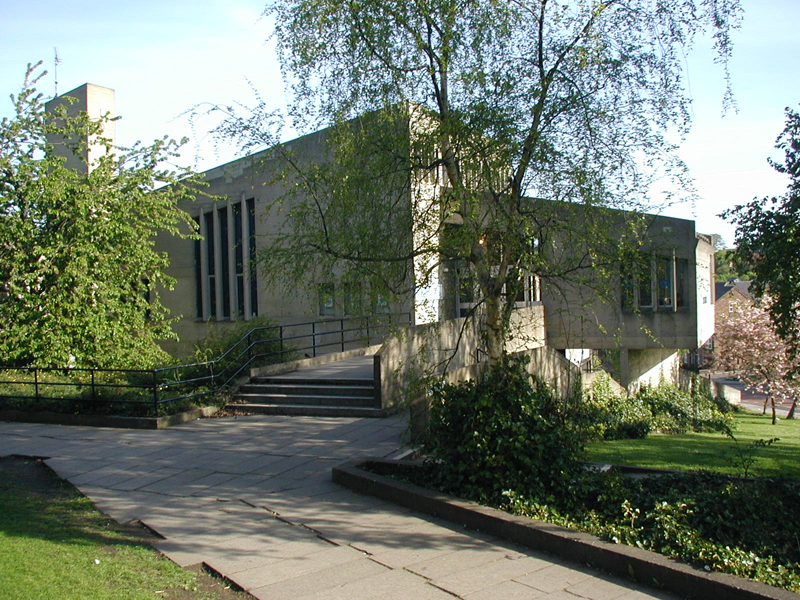
Dunelm House. Hier is de Durham Students' Union gevestigd.

Al in de middeleeuwen was Durham een belangrijk kenniscentrum. Zo stichtten de monniken van de Kathedraal van Durham drie van de colleges van de Universiteit van Oxford. Pogingen om een universiteit in Durham zelf te vestigen, onder meer door koning Hendrik VIII en Oliver Cromwell, liepen echter stuk op tegenstand van de universiteiten van Oxford en Cambridge.
Durham is een van de universiteiten die claimen de op twee na oudste universiteit van Engeland te zijn, na Oxford en Cambridge. De universiteit werd gesticht met een Act of Parliament van het Britse parlement in 1832. In 1837 vestigde de universiteit haar eerste college in Durham Castle, het voormalige paleis van de prins-bisschoppen van Durham. De laatste prins-bisschop, William Van Mildert (telg van een Nederlandse familie die in de 17e eeuw naar Engeland was geëmigreerd) was een medeoprichter van de universiteit en gaf zijn kasteel aan de universiteit. Het eerste college van Durham, University College (bijgenaamd "Castle"), is nog steeds gevestigd in het kasteel van Durham (nu op de Werelderfgoedlijst), dat daarmee het oudste universiteitsgebouw in het Verenigd Koninkrijk is. Op 1 juni 1837 bemachtigde Durham een royal charter van koning Willem IV, waarmee de koning Durham het recht gaf om universitaire graden te verlenen. De eerste diploma's werden een week later uitgereikt.
In 1852 breidde de universiteit uit naar Newcastle upon Tyne toen een medische school in die stad een college van Durham werd. In 1874 werd een tweede college in Newcastle geopend, het Armstrong College. De twee colleges in Newcastle waren al snel groter dan die in Durham. Na vele jaren discussie over waar de hoofdzetel van de universiteit moest zijn, werd de Newcastle-afdeling in 1963 verzelfstandigd als de Universiteit van Newcastle upon Tyne.
In 1992 vestigden de Universiteit van Durham en de Universiteit van Teesside samen een college in Stockton-on-Tees. Door financiële problemen bij Teesside nam Durham dit college twee jaar later volledig over en werd het hernoemd tot University College, Stockton (UCS). De campus in Stockton, Queen's Campus geheten, is eigenlijk niet in Stockton-on-Tees maar bevindt zich aan de zuidoever van de Tees-rivier, in Thornaby-on-Tees (North Yorkshire), dus buiten County Durham.

## Bekende studenten
- Milton Margai (1895-1964), eerste premier van Sierra Leone
- Margot Fonteyn (1919-1991), ballerina
- Robert Simpson (1921-1997), componist
- Roger Moore (1927-2017), acteur
- Sultan bin Mohamed Al-Qasimi (1939), leider van Sharjah, een van de Verenigde Arabische Emiraten
- Jack Cunningham (1939), Brits oud-minister van landbouw
- Mo Mowlam (1949-2005), Brits oud-minister voor Noord-Ierland
- Minette Walters (1949), schrijfster
- Richard Dannatt (1950), generaal en sinds 2006 hoofd van het Britse leger
- John D. Barrow (1952), natuurkundige, bekroond met de Templetonprijs
- Arthur Bostrom (1955), acteur
- James MacMillan (1959), componist
- Jonathan Edwards (1966), atleet, olympisch kampioen hink-stap-springen in 2000
- Justin Chancellor (1971), bassist in de band Tool
- Kerryann Ifill (1973), oud-voorzitter van de senaat van Barbados
- Willem van Luxemburg (1981), erfgroothertog van Luxemburg

## Bekende stafleden
- Michael Ramsey (1904-1988), voormalig aartsbisschop van Canterbury
- Ruth First (1925-1982), activiste tegen apartheid, omgekomen door een briefbom